# Ikopista
Ikopista là một chi bọ cánh cứng trong họ Chrysomelidae.
Chi này được miêu tả khoa học năm 1901 bởi Fairmaire.

## Các loài
Chi này gồm các loài:
- Ikopista lutosa Fairmaire, 1901